# Paul Schoop (Komponist)

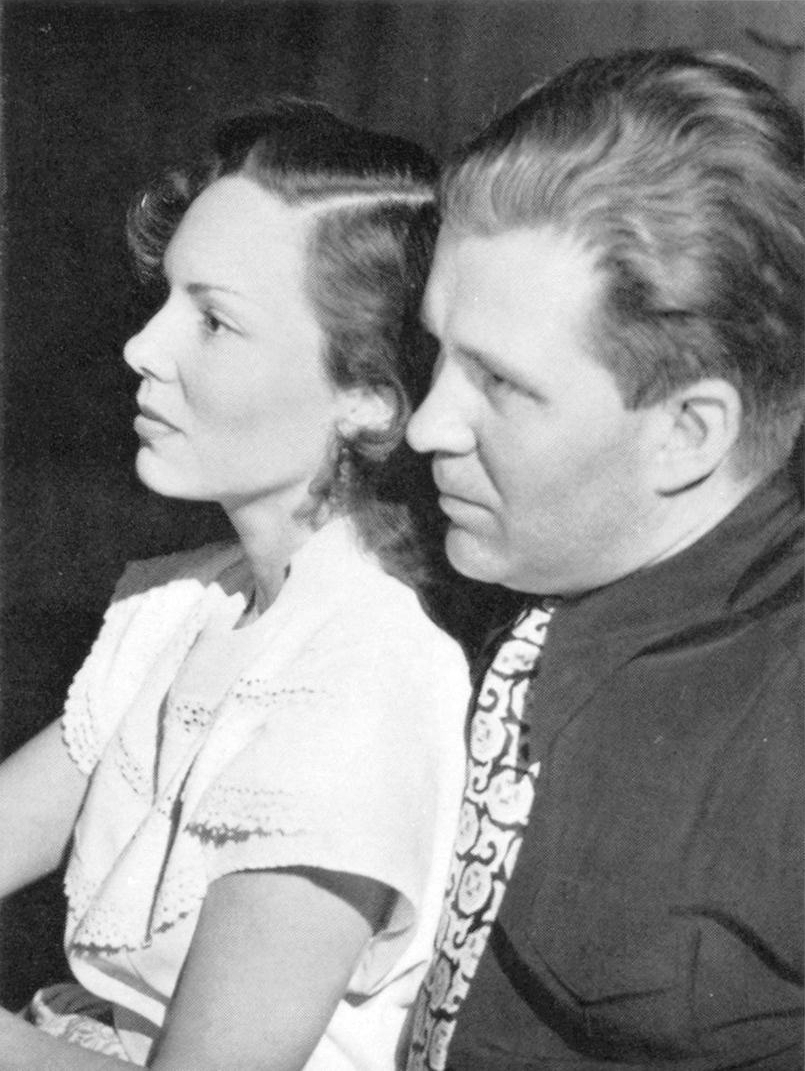
Paul Schoop und seine Frau Bonnie Vallarino, 1957.

Paul Schoop (* 31. Juli 1909 in Zürich; † 1. Januar 1976 in Van Nuys, Los Angeles) war ein Schweizer Komponist, Pianist und Dirigent.
In den 1930er Jahren wurde er hauptsächlich bekannt als Komponist von Ballettmusiken für die Pantomimentänze seiner Schwester Trudi Schoop. 1940 wanderte er nach Los Angeles aus, wo er als freier Komponist arbeitete sowie als Dirigent und Konzertpianist, wie schon zuvor in Europa. Paul Schoops Werke sind in Vergessenheit geraten und werden nicht mehr aufgeführt.

## Leben
Zur Quellenlage: Leben und Werk sind bis 1951 dokumentiert, das Jahr, in dem der biographische Artikel über Paul Schoop in Mize 1951 erschien (der Artikel beruht offenbar auf persönlichen Interviews und Auskünften Paul Schoops). Für die Zeit danach gibt es kaum Belege.

### Herkunft
Paul Schoop wurde am 31. Juli 1909 in Zürich als Sohn von Friedrich Maximilian Schoop (1871–1924) und Emma Olga Schoop geb. Böppli (1873–1959) geboren. Paul entstammte väterlicherseits einer Familie von Gelehrten, Professoren und Lehrern, sein Grossvater Ulrich Schoop (1830–1911) war Lehrer an der Kunstgewerbeschule in Zürich. Pauls Vater war Redakteur, unter anderem bei der Zürcher Post, und Präsident des Grand Hotel Dolder und, wie Pauls Schwester Trudi berichtet, ein angesehener und geschätzter Mann in Zürcher Intellektuellenkreisen. Pauls freidenkende und unkonventionelle Mutter stammte von „toggenburgischen Wunderdoktoren“ ab und war eine warmherzige Frau mit einem unersättlichen Freiheits- und Lebensdrang. Die Familie wohnte am Zürichberg, wo sich auch das Hotel Dolder befand.
Paul war das jüngste von vier Kindern. Seine älteren Geschwister waren der Maler Max Schoop (1902–1984), die Tänzerin Trudi Schoop (1903–1999) und die Kabarettistin und Bildhauerin Hedi Schoop (1906–1995). Die Kinder wurden in einer freien und ungezwungenen Atmosphäre grossgezogen, und die Eltern förderten die künstlerische Entwicklung ihrer Kinder, die alle künstlerische Berufe ergriffen. Carl Seelig schrieb 1958 über Paul Schoop: Er „gilt innerhalb der Familie als Träumer, der manchmal hoch über der wolkigen Erde schwebt. Er ist ein geselliger, lieber Mensch.“

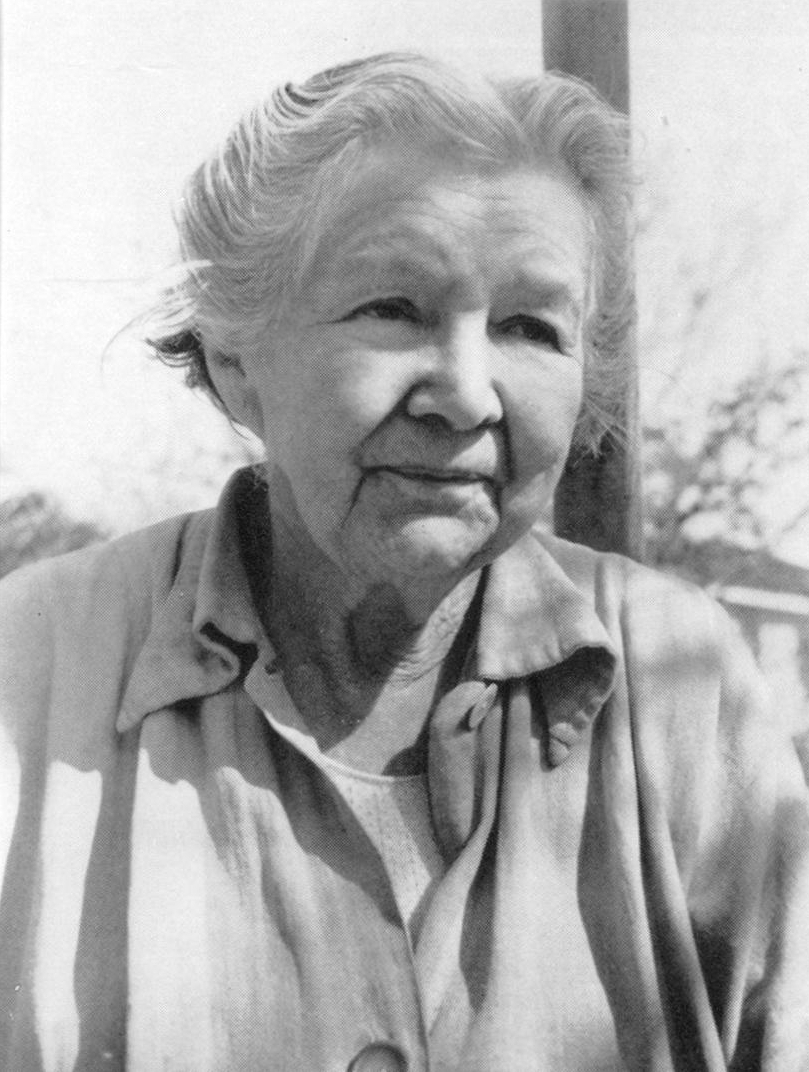
Hedi Schoops Mutter im Alter von 84 Jahren, 1957.
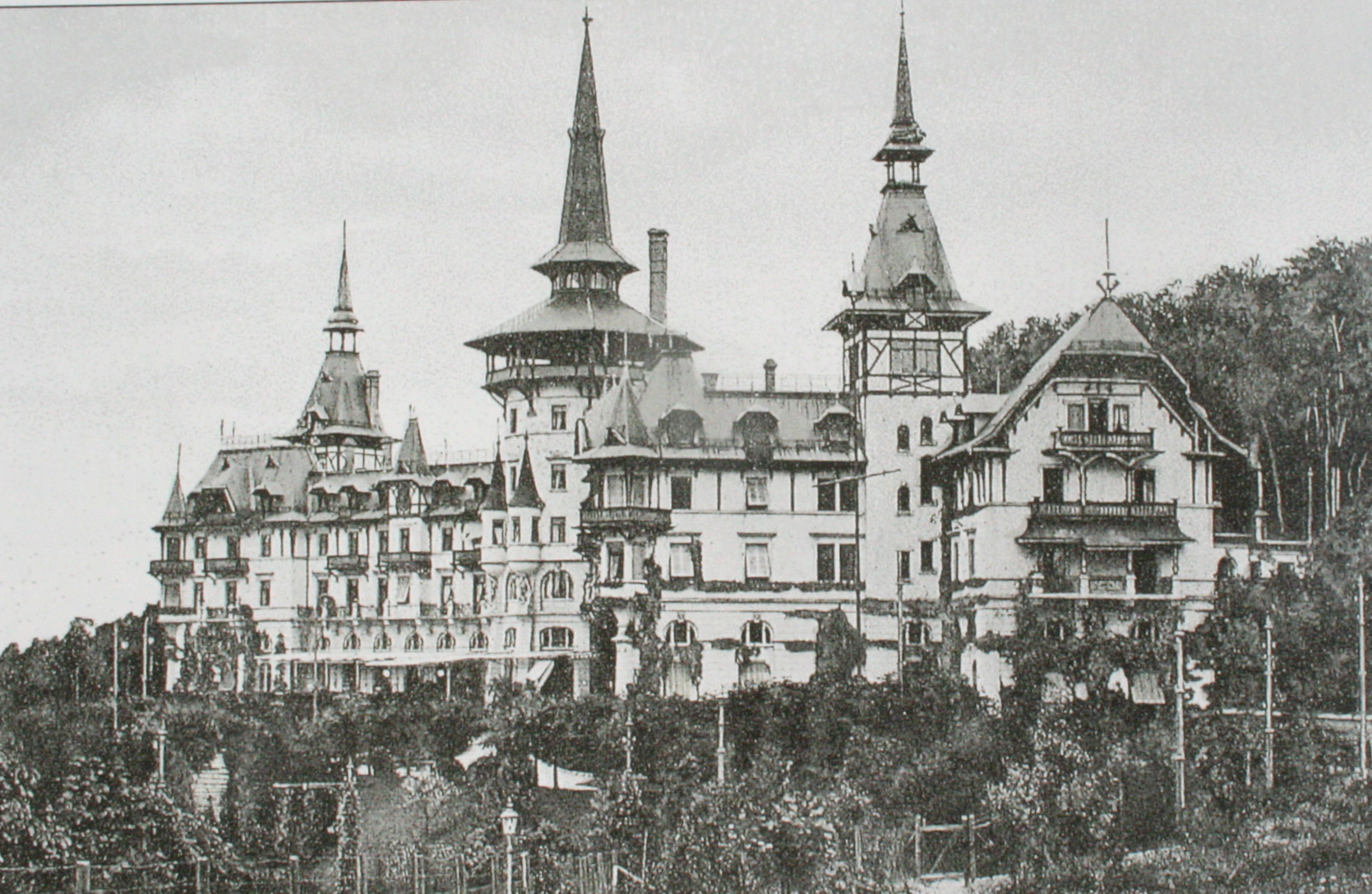
Grand Hotel Dolder, um 1905.

### Ausbildung
Paul Schoop besuchte die Hochschule Musik und Theater in Zürich und das
Konservatorium Zürich, das er 1925 mit einem Diplom abschloss, 1929 die École Normale de Musique de Paris und von 1931 bis 1934 die Hochschule für Musik in Berlin. Seine Lehrer waren:
- Kompositionslehre: Volkmar Andreae in Zürich, Paul Dukas und Nadia Boulanger in Paris, Paul Hindemith, Arnold Schönberg und Franz Schreker in Berlin.
- Klavier: Emil Frey in Zürich, Alfred Cortot und Robert Casadesus in Paris, Leonid Kreutzer und Artur Schnabel in Berlin.
- Musikwissenschaft: Georg Schünemann und Curt Sachs in Berlin.
- Elektronische Musik: Friedrich Trautwein.[1][8]

### Beruf
Neben seiner Tätigkeit als Komponist (siehe #Werk) betätigte sich Paul Schoop auch als Pianist und Dirigent. Schon als Zwölfjähriger begleitete er seine Schwester Trudi Schoop bei Tanzdarbietungen auf dem Klavier. Sein öffentliches Debüt als Konzertpianist hatte er 1930 während seines Studiums in Paris. In den USA war er einige Zeit als Operettendirigent in San Francisco tätig und trat seit 1943 bei vielen Konzerten als Mitglied eines Klavierduos auf.
Während des Kriegs tourte Paul Schoop im Auftrag der amerikanischen Soldatenhilfsorganisation USO durch die „Kasernen, Spitäler und Camps“ und erfreute die Soldaten mit seinem Klavierspiel. „Mit einem auf Gummirädern laufenden Klavier fuhr er bei den Verwundeten von Bett zu Bett, um ihnen ihr Lieblingslied vorzuspielen.“

### Familie
Bereits 1933 war Pauls Schwester Hedi Schoop mit ihrem jüdischen Mann Friedrich Hollaender aus Deutschland geflohen und in die USA emigriert. Ihre Mutter und ihre Brüder Max und Paul folgten ihr um 1939 in die „freiwillige Emigration“ (als Schweizer Staatsbürger waren sie nicht durch die Nazis gefährdet), so dass die „wie eine Klette zusammenhaltende Familie“ spätestens 1940 fast komplett wieder in Los Angeles vereint war (Trudi Schoop gesellte sich erst nach dem Tod ihres Mannes 1951 wieder zur Familie). Zum Zeitpunkt der Volkszählung 1940 wohnten die Mutter und ihre beiden noch unverheirateten Söhne Max und Paul gemeinsam in einer Mietwohnung in Los Angeles, 8764 Lookout Mountain Drive, in den Hollywood Hills.
Am 27. Juli 1945 heiratete Paul Schoop die Schauspielerin und Balletttänzerin Bonnie Vallarino (1914–1961). Aus der Ehe ging die 1952 geborene Tochter Paula hervor, die (1958) „bereits instinktiv zum Tanz und zum Klavier strebt“.
1959 starb Paul Schoops Mutter im Alter von 86 Jahren. Zwei Jahre später 1961 starb seine Frau im Alter von nur 47 Jahren. Nach ihrem Tod heiratete er Frances Schoop, mit der er 1973 gemeinsam zwei Songs veröffentlichte. Paul Schoop starb am 1. Januar 1976 im Alter von 66 Jahren in Los Angeles im Stadtteil Van Nuys. Er wurde wunschgemäss eingeäschert, ein Grab existiert nicht.

## Werk
Trudi Schoop suchte Ende der 1920er Jahre zusammen mit ihrem Bruder Paul verzweifelt nach einer passenden Musik für ihre selbsterfundenen Pantomimen. „Eines Tages setzte sich mein Bruder Paul mit mir hin und begann meine Ideen in musikalische Sequenzen zu übertragen. Mein Komponist war gefunden!“ In den 1930er Jahren komponierte Paul, meist in Zusammenarbeit mit Huldreich Früh (1903–1945), die Ballettmusiken für Trudis Pantomimen (siehe #Ballettmusik), vor allem für ihr Ballett „Fridolin unterwegs“, mit dem Trudi den Durchbruch schaffte und 1932 in Paris bei dem „Grand Concours Internationale de Chorégraphie“ den zweiten Preis errang. Ein Tanzkritiker urteilte über den Zusammenklang zwischen Tanz und Musik: „The music is apparently created for her and her particular style of dancing and is very definitely subjected to the dancing.“
Nach Carl Seelig „zeigte sich immer deutlicher, daß Paul als Musiker einen ausgesprochenen Sinn für Pantomimik und »musicals«, das heißt Operetten besitzt.“ Neben den Balletten, die er für seine Schwester komponierte, schuf er in den 1930er Jahren eine Ballettmusik für das Königlich Dänische Ballett, die er selbst dirigierte. 1939 wurde in Solothurn seine Operette „Der Glückstrompeter“ uraufgeführt, die aber wegen des „ziemlichen erbärmlichen“ Librettos keinen Erfolg hatte. In der Emigration schrieb er unter anderem das Eulenspiegel-Scherzo „Imp’s Holiday“, die Orchestersuite „Fata Morgana“, ein parodistisches Zirkusballett, das tänzerische Indianerdrama „Maria del Valle“ und das marschartige Ballett „Satire on Radetzky“.
1933 hatte Paul Schoop bereits seine erste Filmmusik für den Schweizer Spielfilm „Wie d’Wahrheit würkt“ komponiert. In Hollywood gelang es ihm jedoch nicht, eine einträgliche Position als Filmkomponist zu erringen. Er hatte gehofft, sein ehemaliger Schwager Friedrich Hollaender (der seit 1938 von seiner Schwester Hedi geschieden war) könnte ihm helfen, aber der „konnte Paul nicht so fördern, wie dieser hoffte“. Es sind lediglich drei Filme bekannt, bei denen Kompositionen von ihm ohne Namensnennung Verwendung fanden (siehe #Filmmusik).

## Werkauswahl
In #Mize 1951, Saunders 1948.2 und #Seelig 1958, S. 108–108, werden die Titel weiterer Werke aufgeführt. Angaben zur Rezeption sind rar, und Kritiken zu Paul Schoops Werken scheint es keine zu geben. Offenbar sind Paul Schoops Werke heute vergessen und werden nicht mehr aufgeführt.

### Allgemein
- 1929: Impressionen für Klavier, Opus 5, 10 und 12.[1]
- 1939: Der Glücksritter, Operette, Libretto: Eva Thorsten, Uraufführung: 25. Februar 1938, Stadttheater Solothurn.[21]
- 1939: Am Zürisee … am Zürisee …! Foxtrot-Lied, Musik: Paul Schoop, Text: Max Werner Lenz.[1]
- The Wishing Tree, Musical Fantasy, Besetzung: Narrator, 2111-1100-timp+2, pno, str.[23] – Einführung in die Orchesterinstrumente für Kinder.

### Ballettmusik
- 1930: Fridolin unterwegs / Fridolin on the Road / Fridolin en route, Komische Pantomime, Musik: Paul Schoop und Huldreich Früh, Choreografie: Trudi Schoop, Kostüme: Max Schoop.[24]
- 1933: Zur Annoncenaufgabe / Want Ads, Divertissement, Musik: Paul Schoop und Huldreich Früh, Choreografie: Trudi Schoop.[25]
- 1937: Current Events, Divertissement, Choreografie: Trudi Schoop.[25]
- 1938: Die Blonde Marie / Blond Marie, Choreografie: Trudi Schoop, Kostüme: Oskar Schlemmer.[25]

### Filmmusik
- 1933: Wie d’Wahrheit würkt, Schweiz.[26]
- 1941: Here Comes Mr. Jordan, USA, Zusatzmusik (additional music), ohne Namensnennung.[27]
- 1942: The Man Who Returned to Life, USA, Produktionsmusik (stock music), ohne Namensnennung.[27]
- 1948: Triple Threat, USA, Produktionsmusik (stock music), ohne Namensnennung.[27]

### Tanzerziehung
Anne Lief Barlin, eine „führende Pionierin des Kreativtanzes für Kinder“, veröffentlichte ab 1964 eine Bilderbuchreihe, die Kindern als Leitfaden zum Kreativtanz dienen sollten. Für einige Titel der Reihe lieferte Paul Schoop die auf den beigegebenen LPs enthaltene Musikuntermalung.
- Anne Lief Barlin; Paul Barlin; Paul Schoop (Musik); Lois Zener Thomas (Illustration): Dance-a-story … , je ein Buch mit LP, Ginn & Company, Boston MA / RCA Victor
  - … about Noah’s ark, 1964.
  - … about Little Duck, 1964.
  - … about the magic mountain, 1964.
  - … about balloons, 1964.
  - … about at the beach, 1966.

### Veröffentlichungen
- Paul Schoop: Let the music dance. In: #Saunders 1948.1, S. 64, 140.

## Mitgliedschaften
- The National Society of Music and Art, Mitglied des National Board of Directors.[29]
- American Federation of Musicians (AFM).[1]